# Tityopsis canizaresorum
Espèce
Tityopsis canizaresorum est une espèce de scorpions de la famille des Buthidae.

## Distribution
Cette espèce est endémique de la province de Matanzas à Cuba. Elle se rencontre vers Ciénaga de Zapata.

## Description
La femelle holotype mesure 28,25 mm, les femelles mesurent de 25,95 à 29,02 mm.
Cette espèce semble se reproduire par parthénogenèse thélytoque.

## Étymologie
Cette espèce est nommée en l'honneur de Maikel et Maydiel Cañizares.

## Publication originale
- Teruel & Rodríguez-Cabrera, 2020 : « Revision of the genus Tityopsis Armas, 1974 (Scorpiones: Buthidae). Part 1. General updates and description of four new species. » Euscorpius, no 304, p. 1-40 (texte intégral).